# Zonopetala clerota
Zonopetala clerota es una especie de mariposa de la familia Oecophoridae.
Fue descrita científicamente por Meyrick en 1883.